# تيريس رايس
تيريس رايس (بالإنجليزية: Tyrese Rice)‏ مواليد 15 مايو 1987 في ريتشموند، هو لاعب كرة سلة محترف مونتينيغري أمريكي المولد بدأ مسيرته الاحترافية في سنة 2009 يلعب مع فريق خيمكي كلاعب هجوم خلفي ويحمل الرقم 0. يبلغ طوله 6 قدم 1 بوصة (1.9 م).

## فرق لعب لها
- نادي بانيونيس لكرة السلة
- أرتلاند دراغونز
- ليتوفوس رايتس
- بايرن ميونخ لكرة السلة
- مكابي تل أبيب لكرة السلة
- خيمكي

## روابط خارجية
- تيريس رايس على موقع الاتحاد الدولي لكرة السلة (الإنجليزية)
- تيريس رايس على موقع الدوري الأوروبي لكرة السلة (الإنجليزية)
- تيريس رايس على موقع الدوري الإسباني لكرة السلة (الإسبانية)
- تيريس رايس على موقع كرة السلة الأوروبية.كوم (الإنجليزية)
- تيريس رايس على موقع DraftExpress.com (الإنجليزية)
- تيريس رايس على موقع كلية كرة السلة في سبورتس رفرنس.كوم (الإنجليزية)
- تيريس رايس على موقع ريلجم (الإنجليزية)
- تيريس رايس على موقع بروبوليرز (الإنجليزية)
- تيريس رايس على موقع سبورتس رفرنس (الإنجليزية)